# Miroslav Barčík
Miroslav Barčík (Čadca, 26 mei 1978) is een profvoetballer uit Slowakije die sinds 2011 uitkomt voor het Slowaakse MŠK Žilina. Hij speelde als middenvelder voor achtereenvolgens MŠK Žilina, Göztepe Izmir, MŠK Žilina, Ergotelis FC, Spartak Trnava, FC Nitra en Polonia Bytom.

## Interlandcarrière
Barčík maakte met rugnummer 10 deel uit van het Slowaaks voetbalelftal dat deelnam aan het voetbaltoernooi bij de Olympische Spelen in Sydney, Australië. Hij speelde vier interlands voor de nationale A-ploeg (2003-2005).
| Interlands van Miroslav Barčík | Interlands van Miroslav Barčík | Interlands van Miroslav Barčík | Interlands van Miroslav Barčík | Interlands van Miroslav Barčík | Interlands van Miroslav Barčík |
| №                              | Datum                          | Wedstrijd                      | Uitslag                        | Competitie                     | Goals                          |
| Als speler van MŠK Žilina      | Als speler van MŠK Žilina      | Als speler van MŠK Žilina      | Als speler van MŠK Žilina      | Als speler van MŠK Žilina      | Als speler van MŠK Žilina      |
| ------------------------------ | ------------------------------ | ------------------------------ | ------------------------------ | ------------------------------ | ------------------------------ |
| 1                              | 20 augustus 2003               | Colombia – Slowakije           | 0 – 0                          | Vriendschappelijk              | 0                              |
| 2                              | 30 november 2004               | Hongarije – Slowakije          | 0 – 1                          | Vriendschappelijk              | 0                              |
| 3                              | 2 december 2004                | Thailand – Slowakije           | 1 – 1                          | Vriendschappelijk              | 0                              |
| 4                              | 9 februari 2005                | Roemenië – Slowakije           | 2 – 2                          | Vriendschappelijk              | 0                              |

## Erelijst
MŠK Žilina
- Slowaaks landskampioen

2003, 2004